# Dorota Miśkiewicz

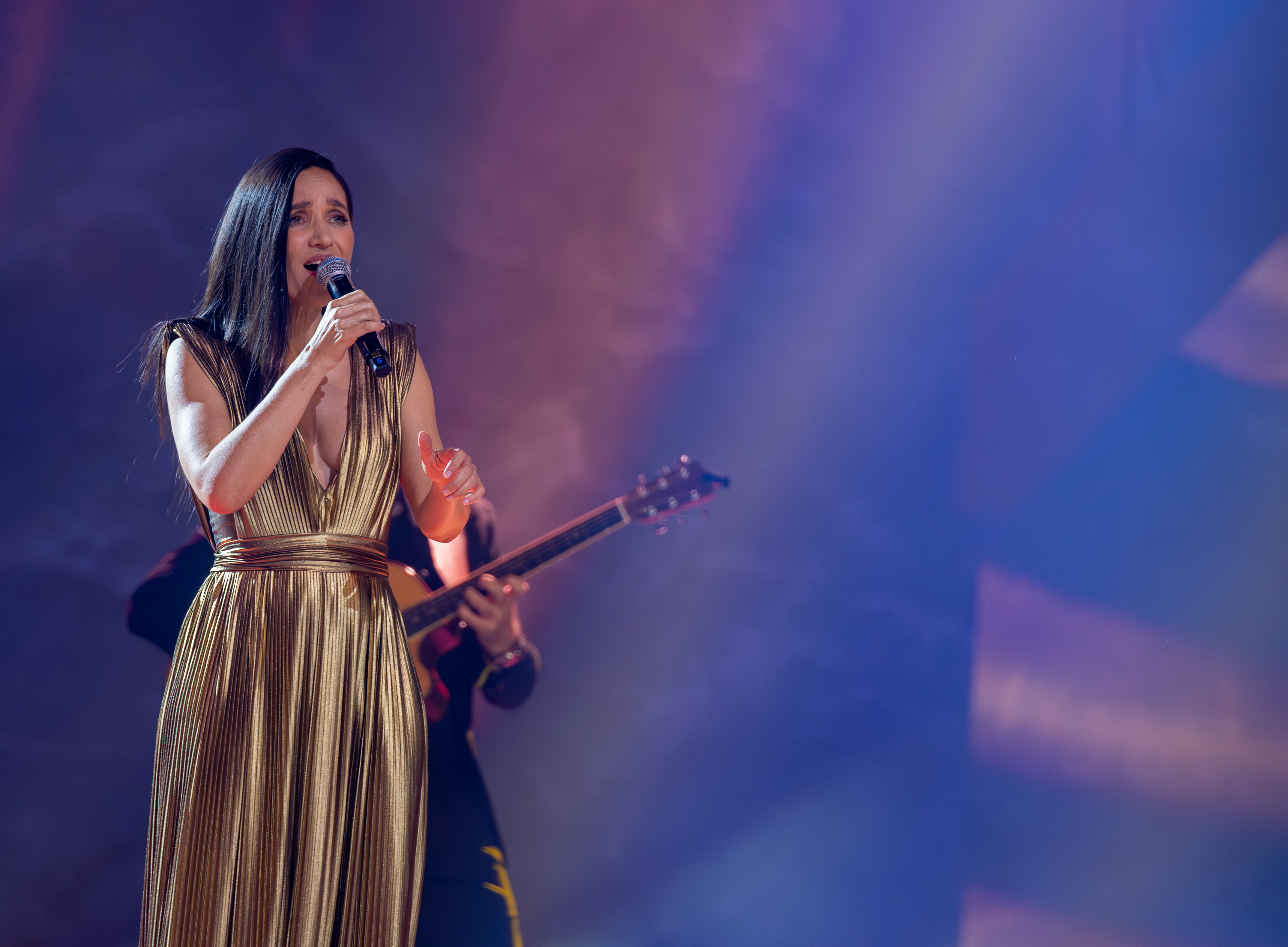
Dorota Miśkiewicz, 2024

Dorota Miśkiewicz (12 de Setembro de 1973) é uma vocalista de jazz, violinista, compositora e autora de textos polonesa. Seu pai, Henryk Miśkiewicz, é um conhecido saxofonista de jazz, e o irmão mais novo Michał Miśkiewicz é o actual baterista do Quarteto Tomasz Stańko. Fez uma participação no álbum Rogamar, de Cesária Évora. Fez concertos em Viena e Belgrado com Nigel Kennedy. Em 2008, lançou o disco Caminho, com ritmos de samba e bossa nova e que contou com a participação do percussionista brasileiro Guello.  

## Discografia

### Álbuns
- Zatrzymaj się - 2002
- Pod rzęsami - 2005
- Caminho - 2008

### Singles
- "Zatrzymaj się"
- "W małych istnieniach"
- "Poza czasem"
- "Mój wilku"
- "Um pincelada" (com Cesária Évora)
- "Magda, proszę"
- "Budzić się i zasypiać (z tobą)"
- "Dwoje różnych" (com Grzegorz Markowski)
- "Nucę, gwiżdżę sobie"